# Xu Weizhou
Xu Weizhou (Chinês simplificado: 许魏洲; Pinyin: Xǔ Wèizhōu; nascido em Shanghai em 20 de outubro de 1994), conhecido internacionalmente como Timmy Xu, é um ator e cantor chinês, mundialmente conhecido por interpretar a personagem Bai Luoyin na websérie chinesa Addicted. Ele foi o primeiro artista a alcançar os primeiros lugares nas paradas Billboard 'China V' e 'Mandarin' na mesma semana. Xu foi o primeiro artista solo da China continental a realizar um show na Coreia do Sul, e a ser oficialmente convidado para o Billboard Music Awards em 2017.

## Primeiros anos e educação
Desde a infância, Xu buscou desenvolver diversas habilidades, incluindo dança, canto, composição musical e tocar instrumentos, especialmente violão. Aprendeu dança latina por mais de dez anos e ganhou o prêmio de ouro da Sociedade Imperial de Professores de Dança (ISTD). No ensino médio, Xu formou duas bandas de rock com alguns de seus colegas, tais como "EggAche" e uma banda de death metal rock chamada "PROME", da qual era o guitarrista principal. "PROME" venceu o concurso de bandas da Midi High School em Shanghai. Adicionalmente, ele, junto com sua banda, organizou e realizou um festival de música nas férias de inverno em Shanghai tendo sido destaque no jornal local. Xu se formou na Escola Secundária Afiliada da Academia de Teatro de Xangai. Frequentou a Academia Nacional de Artes Teatrais Chinesas em Beijing e se formou em maio de 2017.

## Carreira

### 2015–2016: início de carreira,Viciadoe popularidade crescente
Ainda durante os anos de faculdade, Xu estreou com protagonista em um curta-metragem chamado Gaming Madness, em outubro de 2015. Participou de várias sessões fotográficas que o levaram a ser descoberto e cogitado como um dos principais protagonistas para uma websérie chamada Addicted, transmitida em janeiro de 2016. Também foi escolhido para compor e cantar os temas de abertura e encerramento da série Addicted. Os episódios completos da websérie foram, posteriormente, carregados no YouTube, o que tornou os protagonistas populares local e internacionalmente. Posteriormente, Xu começou a se concentrar em sua carreira musical e  lançou seu primeiro álbum intitulado <i id="mwNg">Light</i> (1º de maio de 2016) e iniciou suas turnês asiáticas durante os meses de junho e agosto de 2016.
Xu também participou de várias sessões de fotos para revistas de moda. Mais tarde, ele elevou seu perfil e ganhou diversos prêmios como "Melhor Novo Artista". Ele foi escolhido como uma das 20 celebridades mais populares pela rede social chinesa Weibo e ganhou o título de "Novo Ídolo Tendência do Ano" da Star Magazine. Além disso, sua crescente popularidade resultou em primeiros lugares em diversas pesquisas. Ele foi convidado para diversos programas de rádio como a Billboard Radio China, TofuPOP Radio - BEC Tero Radio na Tailândia, Yang Lan 20h Show, Hongdou Live Interview, FM 101.7 Music Kaleidoscópio e NetEase Cloud Music (Xu Weizhou Cold Jokes), bem como programas na web e eventos de transmissão ao vivo.
Em 8 de dezembro, ele lançou o single "Fun", que ficou em primeiro lugar em diversas paradas. O videoclipe oficial foi lançado em 15 de dezembro. Sua crescente popularidade foi registrada pela Data Win que o classificou no 37º lugar entre os 50 maiores celebridades influenciadoras da Internet e dos negócios na China no ano 2016.

### 2017: estreia em programa de variedades e atividades diversas
No final de janeiro, Xu fez sua primeira aparição oficial em programas de variedades no Intangible Her, transmitido pela Tencent Video. Sua estreia bem-sucedida em programas de variedades o fez alcançar o 5º lugar no Top 10 das estrelas de variedades mais populares no primeiro semestre do ano. Em seguida, no mês de março, Xu cantou a versão chinesa de "The Heroes" do Simple Plan, música tema do filme canadense Snowtime!, quando liderou a parada Billboard China V e a Mandarin na mesma semana, pela segunda vez. Ele também performou a canção ao vivo com a banda de rock em 4 de março, em Beijing. Além disso, a Embaixada do Canadá e a Associação de Cinema Infantil concederam a ele um prêmio de Embaixador para "Intercâmbio Cultural China-Canadá" e "Promoção de Filmes Infantis" durante a conferência de imprensa do filme.
Em 1º de abril, Xu apareceu como convidado no programa musical Global Chinese Music Chart (atualmente no ar pela CCTV15), cantando sua música "Fun". Ele foi, então, selecionado para cantar "Screaming Night", música tema do iQiyi Screaming Night Concert 2017, em que seu videoclipe foi lançado.
Em maio, ele foi nomeado oficialmente embaixador do "Starlight" e foi o primeiro artista asiático a ser convidado para o Billboard Music Awards em Las Vegas. Depois, ele interpretou a personagem principal do Seize the Moment,  projeto de filme da Vogue, curta-metragem que estreou durante o Festival de Cinema de Cannes.
Após o sucesso de Light, ele lançou o primeiro quarto de seu segundo álbum solo intitulado <i id="mwgw">The Time</i>, em 10 de agosto, que vendeu mais de 450 mil cópias e foi certificado com platina dupla. O segundo quarto do álbum The Time foi lançado gratuitamente online, em 20 de outubro, seu 23º aniversário, enquanto que o terceiro quarto foi lançado em 12 de dezembro. Ele também foi escolhido para cantar a música tema do filme de suspense e ação sinobritânicoSMART Chase intitulado "Ruins of Time" em 23 de agosto; foi escrita pelo famoso cantor Jay Chou. Suas canções "So What", "Leave Me Alone" e "Ruins of Time" ficaram entre primeiro e terceiro lugar, respectivamente, no YinYueTai China V Chart na categoria 'videoclipes mais vistos', pela 38ª e 39ª semanas consecutivas.
Em 1º de setembro, ele lançou o primeiro álbum de fotos intitulado "This is Timmy", publicado pela Jingdong. Posteriormente, a CCTV anunciou oficialmente que Xu foi um dos 100 cantores que interpretaram a canção "China" para comemorar o 40º aniversário das reformas da China. Ele também participou do prêmio anual Anhui TV Drama Awards.
A Sina Weibo divulgou lista de "Estrelas Populares de 2017" e Xu ficou em 10º lugar no Top 10 de estrelas com maior número de repostagens, com 65,99 milhões. Sua postagem na cidade de Sanya (província de Hainan) ficou em 10º lugar entre as 10 mais populares, com 6,69 milhões de interações de fãs. Além disso, 15 Minutes for Craziness ficou em 4º lugar no Top 10 musical, tendo sido visualizado 380 milhões de vezes. O videoclipe "The Heroes", postado pelo Sina Music, também ficou em 4º lugar no Top 10 da parada de música popular com 0,6 milhões de curtidas/ repostagens/ comentários.

### 2018: estreia na atuação para TV
A 20th Century Fox anunciou que Xu Weizhou foi selecionado para cantar a canção "Maze", produzida por Harvey Mason Jr., para a promoção na China do filme estadunidense Maze Runner: The Death Cure. Ele foi convidado a participar dos bailes de gala por ocasião do Festival da Primavera Chinês de três famosas emissoras de TV chinesas: Dragon Television, Anhui Television, e Beijing Television. Em 31 de janeiro, lançou o quarto final de The Time, "15 Minutes for Fantasy". Depois que The Time foi totalmente lançado online, ele realizou coletiva de imprensa do álbum físico na província de Taiwan no mês de fevereiro.
Em abril, se juntou ao projeto SuperdrySounds, atuando na festa global de lançamento em Londres e no Strawberry Music Festival em Shanghai no final daquele mês. Xu começou a filmar, em 16 de abril, a nova série dramática My Girlfriend.
Em maio, Xu fez sua estreia em um programa de variedades na TV quando atuou como ator convidado em dois episódios de Give Me Five na TV Zhejiang. Mais tarde, a versão digital de The Time foi lançada oficialmente, na Tailândia, em 16 de maio e instantaneamente ficou em 1º lugar no iTunes. Em 26 de maio, Xu realizou o show de sua 2ª turnê pela Ásia em Bangkok (Tailândia). Em 28 de maio, a Tencent anunciou Xu como seu novo porta-voz do aplicativo de vídeos curtos Weishi.
Em junho, Xu Weizhou ficou em 3º lugar dos 100 galãs asiáticos de 2018, classificados pelo Starmometer.
Em julho, ele se juntou ao Shake It Up, programa de variedades de dança da Shanghai TV, conquistando o 2º lugar na rodada final dessa competição. Em 5 de julho, o álbum físico The Time começou a pré-venda no JD.com vendendo mais de 13.000 cópias em 1 hora. Em 10 de julho, a versão taiwanesa do álbum físico The Time teve  pré-venda iniciada e instantaneamente ficou em 1º lugar na tabela de vendas. Mais tarde, a Entertainment Star Business revelou a Star Commercial Value List de 2018, na qual Xu ficou em 1º lugar no Top Potential Artist. Ele também foi classificado na lista de artistas "30 Under 30 China" 2018 da Forbes.
Em outubro, Xu participou da cerimônia de encerramento do 5º Festival Internacional de Cinema da Rota da Seda e cantou sua música "Glory". No dia 20 de outubro, ele realizou apresentação gratuita em seu aniversário de 24 anos no Ginásio do Centro Esportivo Olímpico de Beijing e também lançou, para fãs, uma nova música chamada "Everything About You". Ele ficou em 70º lugar entre as 100 celebridadesnchinesas de maior valor comercial no ano de 2018.
Em 19 de novembro, foi anunciado que Xu havia sido escalado para o drama esportivo Ping Pong. Mais tarde, ele foi selecionado para cantar a linda canção-tema 青春的回答 (tradução livre: A resposta da juventude) da Liga da Juventude Comunista da China para a Comemoração dos 40 anos da Reforma da China. Em dezembro, ele participou da Festa de Gala Global de Ano Novo de 2019 da Televisão de Beijing.

### 2019 – presente: estreia no cinema
Em abril, Xu começou a filmar a nova série de TV Dear Mayang Street. Mais tarde, ele foi escolhido para cantar a música-tema da Educação para a Integridade Juvenil da China.
Em maio, Xu esteve na Festa de Gala da TV Hunan pelo 100º aniversário do Movimento Quatro de Maio como representante de notáveis jovens atores. Além disso, participou da cerimônia de contagem regressiva de 1.000 dias dos Jogos Olímpicos de Inverno de Beijing como embaixador. Esta foi a 1ª vez que Xu foi o mestre de cerimônia para o evento, onde cantou a música “Glory” no palco.
Em junho, ele foi nomeado Embaixador do "Projeto Youth Film" do Festival Internacional de Cinema de Xangai.

## Moda

### 2016
Em 2016, o jovem Xu Weizhou participou como convidado de várias cerimônias do mundo da moda na China, incluindo as seguintes: o Madame Figaro, o French Excellence Awards, a 4º edição da OK! Magazine Awards, Damiani's Dinner Party, a exposição Versace "7 Bags for 7 Cities", o iFeng Fashion Choice Awards, o Peacebird Woman 2017 S/S Fashion Show, a noite de moda da marca L'Officiel, a exposição BVLGARI x Vogue Gem Dream, a cerimônia do 11º aniversário da marca Vogue, o carnaval de fãs do Sina Weibo, a premiação "Homens do Ano" da Bazaar, a cerimônia do 13º Esquire Man, a cerimônia de premiação da Trendshealth, a cerimônia do ELLE Style Awards e a exposição Shanghai Divine Michelangelo.
Em julho, a China Luxury, Beauty and Fashion Insights publicou os 100 influenciadores de moda mais valiosos do país, com base no Key Opinion Leader Index (KOLs), e ficou em 4º lugar na categoria de celebridades do Weibo. Além disso, os óculos "Timmy Xu Limited Edition", lançados pela INMIX, tornaram-se uma série dentre as mais vendidas, com 4.672 peças.

### 2017
No ano de 2017, Xu Weizhou apareceu na primeira capa da "Men's Uno Young", nova revista para a geração chinesa pós-1990. Também teve suas fotografias publicadas na edição limitada "Men's Uno Taiwan". Mais tarde, ele foi convidado para a exposição Condé Nast Century da Vogue, para a grande inauguração da Kenzo na cidade de Hong Kong, para o Shanghai Longines Global Champions Tour, para a noitada da grife Tiffany & Co, para a exposição da marca Fendi Peekaboo, para a estreia do filme Vogue, para a festa musical London Superdry, I Love Spike da grife italiana Valentino, para a exposição da fotógrafa japonesa Mika Ninagawa, para o 14º Esquire Man em sua cerimônia de premiação de melhores, para a exposição Street Fashion Power do 60º aniversário da revista italiana Grazia, noite de moda da revista L'Officiel, Men's Uno Young festa de aniversário e a exposição de 150 anos da revista Harper's Bazaar.
Além disso, ele foi oficialmente convidado pela Givenchy para a Semana de Moda de Paris Outono/Inverno Masculina  2017, na França. Adicionalmente, seu vídeo digital de moda se tornou  tendência na época. Também quebrou recorde de postagens sociais e visualizações com mais de 500 milhões de visualizações. Em 8 de março, ele foi convidado pela Moncler Gamme Rouge e Louis Vuitton para a Semana de Moda Feminina de Paris Outono/Inverno 2017.
Em abril, ele foi oficialmente anunciado como embaixador do 14º aniversário da marca Men's Health e da grife de luxo italiana Fendi no mês de junho, como novo representante da empresa. Mais tarde, a grife Givenchy o escolheu, um KOLs especialmente popular entre os millennials, para divulgar a campanha do Dia das Mães na China. Ele também foi considerado como um dos rostos mais famosos no segmento de roupas esportivas da China e uma das celebridades da moda mais influentes no mercado de luxo da China, pela Agência de Marketing Digital de Nova York. Posteriormente, a INMIX, uma marca de óculos, lançou um conjunto de emoticons exclusivos com o rosto de Xu Weizhou, a partir do privilégio concedido pela empresa Emoji. Posteriormente, ele foi convidado para a Louis Vuitton S/S 2018 Men's Paris Fashion Week em 22 de junho, o Coach S/S 2018 Women's New York Fashion Week em 12 de setembro, e para a Givenchy S/S 2018 Semana da Moda Feminina de Paris em outubro.
Ele foi a primeira celebridade chinesa a se tornar o rosto da marca sul-coreana de cosméticos Laneige, na China. Além disso, o Índice de Líderes de Opinião (KOLs), da Bomoda China, no primeiro semestre de 2017, informou que Xu Weizhou ficou em 1º lugar no Top 30 de Celebridades Sociais Mais Influentes; e em 4º lugar no Top 10 de Celebridades Potenciais no mercado de consumo chinês. Em 23 de outubro, Xu, juntamento com a marca Dunhill e a revista Esquire chinesa, lançou um curta-metragem especial de moda chamado "Urban Symphony", rodado na Hungria. Um relatório anual sobre o mercado de joias, do "Digital IQ Index: Luxury China", da L2, mencionou que a Tiffany & Co aumentou o envolvimento no Weibo devido às promoções online com o jovem artista chinês.
Em 20 de novembro, ele foi um dos convidados especiais para participar do Victoria's Secret Fashion Show realizado em Shanhai e seu visual foi listado entre os top 10 homens mais bem vestidos do mundo segundo a revista GQ britânica, naquela semana. Em dezembro, Xu Weizhou foi anunciado como o 1º artista asiático a ter projeto de colaboração com a marca internacional britânica de roupas Superdry. Sua coleção limitada se esgotou em 100 segundos na Tmall e em 2 horas nas lojas de Beijing, Shanghai e Chengdu. Sua aparição na capa da Men's Uno foi listada em 9º lugar no Top 10 das melhores capas de revistas de moda masculina do ano, pelo famoso blog de moda FashionModels.

### 2018
Em janeiro de 2018, a Coach China o nomeou oficialmente como seu primeiro porta-voz do Coach Men. Mais tarde, Xu Weizhou, como novo embaixador da grife Fendi, participou da Fendi 's F/W 2018 Men's Milan Fashion Week. Ele também participou da Semana de Moda Masculina F/W 2018 da grife Alexander McQueen, em Paris, como 1º  artista masculino chinês oficialmente convidado para o evento. Mais tarde, ele foi oficialmente anunciado como embaixador do novo estilo da marca Tiffany & Co., e porta-voz global da marca britânica Superdry.
Xu Weizhou foi convidado e participou do Cushion Dream Factory Night da marca sulcoreana Laneige, também foi convidado para o evento Fendi Newsstand, para a balada Superdry Sounds de Shanghai, para a My Classic Night Out de Daniel Wellington, para o Coach x Disney Dark Fairytale, para a estreia do filme da Vogue, para o Men's Uno Sport Event, Festa do 1º aniversário da Nylon, para a cerimônia do trigésimo aniversário da Elle, para evento Laneige x Line Friends, para o Tiffany & Co. Paper Flowers Party em Shanghai e evento da Roberto Cavalli em Hong Kong (China).
Em 11 de abril, ele marcou presença na balada global Superdry Sounds na cidade de Londres (Reino Unido) como embaixador global. No dia  3 de maio, ele marcou presença na principal loja da grife Tiffany &amp; Co. na badalada Quinta Avenida, em Nova Iorque (EUA), para participar da cerimônia Tiffany Paper Flower como embaixador do estilo da grife. No dia 19 de maio, Xu Weizhou participou do evento de lançamento do Libert'aime by Forevermark como o primeiro Light Icon da marca. A coleção limitada “Le Light x Xu Weizhou” esgotou rapidamente em pré-venda online. No dia 24 de junho, Xu Weizhou participou do desfile da marca Dunhill 2019 S/S na cidade de Paris (França).
Xu apareceu na capa da edição de junho/julho da Elle Men Hong Kong, sua 3ª vez na capa da revista em 3 anos. Ele figurou entre as "10 estrelas asiáticas em ascensão assumindo o controle do cenário da moda". O Digital IQ Index 2018 da L2 relatou que a marca Laneige ficou em 7º lugar entre as 10 principais marcas de beleza da China, incluindo Coach e Valentino, que ficaram em 4º e 8º respectivamente, devido à capacidade de Xu Weizhou de alcançar alto engajamento em redes sociais como o Weibo. Ele é o primeiro artista masculino a aparecer na capa das 2 mais novas revistas GQ Sport e NewOne.
Em setembro, a famosa marca chinesa de roupas para esportes e de calçados, Belle International, anunciou Xu Weizhou como seu novo embaixador. Xu Weizhou participou da Balmain S/S 2019 Women's Paris Fashion Week, no dia 28 de setembro. Ainda, a famosa revista chinesa Bella informou que a capa de Xu foi a mais vendida online em 2018.

### 2019
Em 2019, o Índice Anual de Entretenimento da China feito pela AI Man Data revelou que Xu ficou em 5º lugar na lista dos 10 artistas masculinos da moda mais influentes no ano de 2018. Em 27 de janeiro, foi revelado que Xu Weizhou ficou em 4º e 9º lugar para Coach e Tiffany & Co, respectivamente, no Top 20 dos endossantes de marcas de celebridades mais valiosas de 2018. Em abril, a I-Magazine revelou o Prêmio de Melhor Rosto da Moda do Ano de 2018 – Xu ficou em 50º lugar.
Em 18 de junho, a grife Fendi anunciou oficialmente Xu Weizhou como seu 1º porta-voz Peekaboo na China. Ele também participou do desfile da coleção Fendi F/W 2019–2020 em Shanghai e na Fendi S/S 2020 Men's Milan Fashion Week como o novo porta-voz.

## Filantropia

### 2016
Em 2016, Xu Weizhou participou da Rio Run (Maratona do Rio de Janeiro). Essa experiência até resultou em uma canção intitulada Rio. Foi nomeado embaixador nacional para algumas instituições de caridade, incluindo "Contra a Violência Doméstica", "Animal Welfare Charities" por Cabbeen, "Lucky Cat Welfare Organizations", "Hope For Home For Children" pela China Charities Aid Foundation For Children, "Moon Bear Protecting" pela Animals Asia Foundation (AAF), "1.000 coelhos olham para a lua" pela China Social Welfare Foundation, "Adote animais de estimação em vez de comprar" pelas organizações de adoção sem fins lucrativos de Beijing, "Estrelas da caridade: o amor pode tocar" pela Harper's Bazaar, e "Porta da caridade" pela China Children e Fundo para Adolescentes (CCTF).
Ele também é o fundador de "Luz de amor para cegos", e "10,20 km de corrida pela luz para os cegos". Além disso, aderiu à campanha antiviolência contra mulheres da Fundação Kering.

### 2017
Em 2017, ele continuou seus esforços de caridade participando da "Maratona de Wuxi" da Men's Health, "amfAR", "Dia Mundial do Livro - Ler para Liderar" da Agência de Notícias Xinhua, "Love the Earth" pela New Media Exhibition of Global Sustainable Development, "Youth Attitudes - One Hundred Thousand Young People" pela NetEase, "Child Welfare & Protection Week" pelo Ministério de Assuntos Civis da China e UNICEF, "Libere um animal aquático para proteger os recursos naturais" pela Fundação Alibaba, "Cuidando de pessoas com lesão na medula espinhal" por WeiboFit, fundação chinesa para pessoas com deficiência e Agência de Notícias Xinhua, "Make A Promise – Lockit Series" por Louis Vuitton e UNICEF, e "Cat & Dog Daily – Adopt pets" por NetEase .
Além disso, ele foi embaixador de "Adote uma planta verde para uma terra verde" pela Campus Public Welfare Foundation, "Cuidando de crianças com deficiência" pela Fundação Beijing para pessoas com deficiência, "Cuidando de crianças cegas" pela Sina Micro-Philanthropy, "Boiling Point Public Welfare" da Baidu, e "Eu quero ir para a escola" pela Music Radio - China National Radio (CNR) e pela China Children and Teenagers' Fund (CCTF).
Mais tarde, em julho, a Fundação de Ajuda e Caridade para Crianças da China anunciou a nomeação de Xu Weizhou como embaixador de caridade do projeto "Esperança por um lar para crianças" por 2 anos consecutivos. Em 20 de outubro do mesmo ano, a Corporação de Bombeiros de Shanghai nomeou Xu como embaixador oficial dos bombeiros para promoção de atividades e serviços externos.
Em novembro, ele foi nomeado como "Embaixador do Gelo e da Neve" da sala de aula de esportes da SINA. Além disso, a Sina Weibo revelou que as atividades de caridade de Xu Weizhou se tornaram um dos 10 temas de caridade mais influentes de 2017.

### 2018
Em 2018, Xu Weizhou juntou-se ao programa de caridade da Netease como embaixador de projeto para doação de livros a crianças em áreas rurais da China. No mês de agosto, ele foi oficialmente nomeado embaixador nacional da promoção dos esportes de inverno visando aos Jogos Olímpicos de Inverno de 2022 em Beijing.
Em setembro, Xu tornou-se embaixador da Fita Rosa da Trendshealth para aumentar a conscientização sobre o câncer de mama. no mês de outubro, a Comissão Europeia de Viagens (ETC), cofinanciada pela União Europeia, nomeou-o embaixador do Ano do Turismo União Europeria-China objetivando promover o turismo na União Europeia.

### 2019
Em 2019, Xu Weizhou ficou em 8º lugar na lista dos dez melhores artistas masculinos influentes no bem-estar público do ano de 2018, revelada pelo Índice Anual de Entretenimento chinês. Em 18 de março, Xu Weizhou foi considerado embaixador de ficção científica da China visando à Popularização Científica na China. No dia 30 de março, participou do programa de caridade Lights-Out of Earth Hour – Connect to Earth, com o objetivo de promover a proteção do meio ambiente. Em maio, ele foi escolhido para ser o embaixador do "Sunshine of Love", um projeto para pessoas com necessidades especiais na China.

## Vida pessoal
Em 9 de março de 2022, Xu anunciou casamento com sua esposa , que não é famosa e com quem namorou por 4 anos. </link>